# April Lawton
 (juin 2016).
Si vous disposez d'ouvrages ou d'articles de référence ou si vous connaissez des sites web de qualité traitant du thème abordé ici, merci de compléter l'article en donnant les références utiles à sa vérifiabilité et en les liant à la section « Notes et références ».
April Lawton (née le 30 juillet 1948 et décédée le 23 novembre 2006) était une guitariste américaine.

## Carrière
En 1972, elle crée le groupe Ramatam avec Iron Butterfly et Mike Pinera.  